# Tabanus wiedemanni
Tabanus wiedemanni är en tvåvingeart som beskrevs av Osten Sacken 1876. Tabanus wiedemanni ingår i släktet Tabanus och familjen bromsar. Inga underarter finns listade i Catalogue of Life.